# Ed Coode
Ed Coode, född den 19 juni 1975 i Bodmin i Storbritannien, är en brittisk roddare.
Han tog OS-guld i fyra utan styrman i samband med de olympiska roddtävlingarna 2004 i Aten.